# Celerinatantimonadaceae
Famille
Familles de rang inférieur
- Celerinatantimonas, genre type

Les Celerinatantimonadaceae forment une famille de bactéries à Gram négatif phylogénétiquement incluses dans l'ordre des Alteromonadales. Cette famille comprend les bactéries marines Celerinatantimonas que l'on peut retrouver lors de la fermentation de diverses olives.

## Taxonomie

### Étymologie
La famille Celerinatantimonadaceae a été nommé ainsi d'après le genre type qui lui a été assigné, Celerinatantimonas. Son étymologie est la suivante : Ce.le.ri.na.tan’ti.mo.na.da’ce.ae N.L. fem. n. Celerinatantimonas, un genre bactérien; L. fem. pl. n. suff. -aceae, suffixe pour décrire une famille; N.L. fem. pl. n. Celerinatantimonadaceae, la famille des Celerinatantimonas,.

### Historique
La famille Celerinatantimonadaceae a été décrite en 2011 et l'étude des séquences de l'ARNr 16S a permis de positionner cette famille proche des familles Alteromonadaceae et Colwelliaceae. Elles sont donc dans l'ordre des Alteromonadales décrit depuis 2005,. Cette famille fait partie de la classe des Gammaproteobacteria.

### Liste des familles
Selon la LPSN (13 septembre 2022), la famille des Celerinatantimonadaceae compte un genre publié de manière valide :
- Celerinatantimonas, genre type.

## Description
Lors de sa description de 2011, la famille Celerinatantimonadaceae est composé de bactéries à Gram négatif. Ce sont de gros bacilles à mobiles par l'intermédiaire d'un flagelle polaire unique,. Ces bacilles ne forment pas d'endospores. Ces bactéries sont anaérobies facultatives et nécessitent des conditions mésophiles et du NaCl pour leur croissance. Les Celerinatantimonadaceae sont catalase positives et oxydase négatives.
Le pourcentage en bases nucléotidiques GC de l'ADN est situé entre 41,5 % et 44,4 % en 2011.

## Habitats
Ces bactéries de la famille des Celerinatantimonadaceae sont des bactéries marines. Elles ont été isolées à partir des racines de la plante Juncus roemerianus et des racines des graminées de l'espèce Spartina alterniflora, présentes dans les marais salants du North Inlet de l'île Goat Island près de Georgetown en Caroline du Sud.